# German Stampede Wrestling
German Stampede Wrestling (GSW) war der Name einer deutschen Wrestling-Promotion, die in Marburg beheimatet ist. Promoter war Ingo Vollenberg. Die Liga ist seit Frühjahr 2017 inaktiv.

## Geschichte
GSW wurde im September 2001 von Ingo Vollenberg (und seinem Vize-Präsident Steve the Chief) gegründet und bildete die reale Fortsetzung einer Fantasieliga. Nach den Anfangsjahren fungierte als Träger der Verein Deutsche Wrestling Förderung e. V. und deutschlandweit wurde die Liga jedoch durch ihre starke Internetpräsenz bekannt. Von Anfang an gab es gute Kontakte zur Promotion wXw. Diese Zusammenarbeit wurde beendet, als 2004 von Seiten der GSW beschlossen wurde, sich auf das eigentliche Sports Entertainment zu konzentrieren. Die wXw favorisierte hingegen das traditionelle Pro-Wrestling.
So beschränkte sich bis 2005 der Wirkungskreis von GSW auf das Sauerland. Ab 2005 wurde die Tätigkeit auch auf das Ruhrgebiet ausgeweitet, wobei die Liga nun in bewusster Konkurrenz zur wXw trat. So wurde zwischen beiden Promotionen im Jahr 2006 auch ein Fehdenprogramm ausgearbeitet, in dem der Wrestler Thumbtack Jack auf Seiten der GSW gegen seinen damaligen Hauptarbeitgeber westside Xtreme wrestling antrat.
Am 7. Juli 2007 verließ Vollenberg GSW vorerst und die Promotion wurde als eingetragener Verein weitergeführt. GSW arbeitete auch mit internationalen Independent-Ligen wie der IWA Mid-South zusammen. Bekannte Gast-Wrestler waren Mick Foley, Bret Hart, Steve Corino und Samoa Joe.
Nach der Auflösung des Vereins Ende 2009 stand GSW ohne offizielle Geschäftsführung da. Deswegen gab das Rest-Management von GSW bekannt, dass die Promotion zum 12. April 2010 eingestellt werde. Die letzte GSW-Veranstaltung fand dementsprechend am 10. und 11. April 2010 unter der Leitung von Ingo Vollenberg in Marburg statt.
Am 7. August 2010 gab Ingo Vollenberg auf der Homepage der Promotion bekannt, dass GSW am 25. September 2010 in Marburg mit der Veranstaltung der Show COURAGE reaktiviert sei und die Promotion nun auch weiter veranstalten werde. Etwas später verkündete Vollenberg die Zusammenarbeit mit der in Berlin ansässigen Promotion German Wrestling Federation (GWF), die nun die Funktion eines GSW-Entwicklungsterritoriums übernehmen und die Wrestlingschule von German Stampede Wrestling darstellen würde. Man kündigte für den 9. Oktober 2010 eine Show in Berlin an.
Nach der erfolgreichen Reaktivierung der Promotion und bereits abgehaltenen Shows in Marburg und Berlin wurde das alte Fehdenprogramm GSW vs. wXw wiederaufgenommen. So kündigte Vollenberg über „Power-Wrestling“ an, GSW werde am 20. November 2010 im Territorium der wXw, genauer in Mülheim an der Ruhr antreten. Doch wenig später kam man von diesem Gedanken wieder ab, da man sich auf die nächste Veranstaltung in Erfurt vorbereiten wollte. So traten am 20. November 2010 auch nur die GSW-Tag-Team-Champions als Teil der Show „Wrestling Total Fight Night 2010“ an, die nun von Wrestling-total.de ausgerichtet wurde.
An der Geburtstagsveranstaltung der wXw, Anfang Dezember 2010 in Oberhausen, nahm auch Ingo Vollenberg als Vertreter von GSW teil. Am 5. November 2011 beging die Liga ihr 10-jähriges Bestehen. Im Anschluss an diese Veranstaltung gab man eine Veränderung im Management bekannt: Westside Xtreme Wrestling, in Marburg durch Tassilo Jung und Christian Michael Jakobi vertreten, übernahm die Leitung der Promotion. Beide versicherten, dass die GSW in Marburg verbleiben und Ingo Vollenberg weiterhin der kreative Kopf der Liga sein werde.
Am 15. Dezember 2012 fand wieder eine GSW-Veranstaltung in Marburg statt, nachdem die Promotion 13 Monate pausiert hatte. Bei meist ausverkaufter Halle wurden seitdem mehrere Veranstaltungen präsentiert.
2015 übernahm Vollenberg die Liga und deren Kontrolle über die GSW und veranstaltete im Januar und Juni zwei und in 2016 vier Show. Am 3. April 2017 fand die bisher letzte Veranstaltung der GSW statt.

## Aktuelle Titelträger
| Championship(s)                    | Amtierende(r) Champion | Datum des Titelgewinns |
| ---------------------------------- | ---------------------- | ---------------------- |
| GSW World Heavyweight Championship | Chris Colen            | 29. April 2017         |
| GSW Tag Team Championship          | Vakant                 | Oktober 2015           |
| GSW Breakthrough Championship      | Orlando Silver         | 30. September 2016     |
| GSW Ladies Championship            | Inaktiv                | 3. Juni 2017           |

## Bekannte Veranstaltungen
- International Impact
- Night In Motion
- COURAGE (TV-Show auf MyVideo.de)